# Schitu (Giurgiu)
Pour l’article homonyme, voir Schitu (Olt).
Schitu est une commune du județ de Giurgiu en Roumanie.